# Gerhard Hoffmann (Anglist)
Gerhard Hoffmann (* 25. Januar 1931; † 9. März 2018 in Würzburg) war ein deutscher Anglist, Amerikanist und Hochschullehrer.

## Leben und Wirken
Gerhard Hoffmann studierte Anglistik an den Universitäten Erlangen, Freiburg/Br. und Göttingen und promovierte 1957 an der Universität Göttingen mit einer Dissertation über „Das Gebet im ernsten englischen Drama von der älteren Moralität bis William Shakespeare“. Nach längerer Tätigkeit als wissenschaftlicher Assistent habilitierte er sich 1968 an der Universität Würzburg und erhielt dort 1971 eine ordentliche Professur für Englische Philologie mit dem Schwerpunkt „American Studies“. 1999 trat er in den Ruhestand.
Hoffmann setzte sich in Würzburg und darüber hinaus für das Gebiet der „American Studies“ ein und wirkte intensiv in der Deutschen Gesellschaft für Amerikastudien, deren Präsident er von 1978 bis 1981 war. Mehrfach hielt er sich in den USA auf und vermittelte für seine Studenten Studienaufenthalte dort. Von 1982 bis 1990 war er Herausgeber der Zeitschrift „Amerikastudien“ und Mitherausgeber der Schriftenreihe „American Studies“ von 1974 bis 2014. Außer seiner wissenschaftlichen Tätigkeit in der Amerikanistik (er deckte die amerikanische Literatur vom 19. Jahrhundert bis hin zur Postmoderne ab) war Hoffmann Kunstsammler und arbeitete – initiiert durch seine USA-Reisen – über indianische Kunst in Nordamerika.

## Veröffentlichungen (Auswahl)
- (Hrsg.): Amerikanische Literatur des neunzehnten Jahrhunderts. Fischer Taschenbuch-Verlag, Frankfurt/M. 1971, ISBN 3-436-01456-7.
- (Hrsg.): Amerikanische Literatur des zwanzigsten Jahrhunderts. Zwei Bände. Fischer Taschenbuch-Verlag, Frankfurt/M. 1972 (ISBN 3-436-01444-3 und ISBN 3-436-01471-0).

- (Hrsg., mit Karl Heinz Göller): Die amerikanische Kurzgeschichte. Bagel, Düsseldorf 1972, ISBN 3-513-02211-5.
- Raum, Situation, erzählte Wirklichkeit. Poetologische und historische Studien zum englischen und amerikanischen Roman. Metzler, Stuttgart 1978, ISBN 3-476-00367-1 (= Habilitationsschrift Universität Würzburg, 867 S.).
- (Hrsg.): Das amerikanische Drama (= Studienreihe Englisch, Bd. 40). Francke, Bern/München 1984, ISBN 3-7720-1280-9.
- (Hrsg.): Indianische Kunst im 20. Jahrhundert. Malerei, Keramik und Kachinafiguren indianischer Künstler in den USA [Ausstellungskatalog]. Prestel, München 1985, ISBN 3-7913-0687-1.
- (Hrsg.): Im Schatten der Sonne. Zeitgenössische Kunst der Indianer und Eskimos in Kanada. Ed. Cantz, Stuttgart 1988, ISBN 3-89322-014-3.
- (Hrsg.): Der zeitgenössische amerikanische Roman. Drei Bände (= UTB, Bd. 1194, 1195 u. 1403). Fink, München 1988.
- (Hrsg.): Making sense. The role of the reader in contemporary American fiction (= American studies, Bd. 68). Fink, München 1989, ISBN 3-7705-2149-8.
- (Hrsg., mit Alfred Hornung): Affirmation and negation in contemporary American culture (= Anglistische Forschungen, Bd. 225). Winter, Heidelberg 1994, ISBN 3-8253-0146-X.
- (Hrsg., mit Alfred Hornung): Ethics and aesthetics. The moral turn of postmodernism (= Anglistische Forschungen, Bd. 233). Winter, Heidelberg 1996, ISBN 3-8253-0315-2.
- (Hrsg.): Emotion in postmodernism (= American studies, Bd. 74). Winter, Heidelberg 1997, ISBN 3-8253-0543-0.
- (Hrsg., mit Alfred Hornung): Postmodernism and the Fin de Siècle (= American studies, Bd. 81). Winter, Heidelberg 2002, ISBN 3-8253-1044-2.
- From modernism to postmodernism. Concepts and strategies of postmodern American fiction (= Postmodern studies, Bd. 38). Rodopi, Amsterdam 2005, ISBN 90-420-1886-0 (750 S.).
- Perspectives on values. The network of satire and humor, the tragic and the absurd, the grotesque and the monstrous, play and irony, parody and the comic mode (= American studies, Bd. 323). Winter, Heidelberg 2024, ISBN 978-3-8253-9586-5 (posthum, 812 S.).